# I Don't Know (canción de Paul McCartney)
«I Don't Know» (en español «No sé») es una canción del músico británico Paul McCartney, publicada el 20 de junio de 2018 como un sencillo doble junto a "Come On To Me". Forma parte de su nuevo álbum de estudio, Egypt Station.
El sitio web de McCartney la describió como "una balada lastimera que solo Paul puede ofrecer".
Según Paul Mccartney ,esta sería la canción que más le gustaría a John Lennon del álbum Egypt Station.

## Charts
| Charts (2018)                 | Posición |
| ----------------------------- | -------- |
| US Hot Rock Songs (Billboard) | 39       |